# Eupithecia aritai
Eupithecia aritai es una especie de polilla de la familia Geometridae. La especie fue descrita por primera vez por Hiroshi Inoue habiendo sido descrita en 1977, con distribución en Argentina. El holotipo de la especie fue descrita en los alrededores de Nagoya, Prefectura de Aichi, Japón.